# Противтенковски топ 75 mm Пак 40 (7.5 cm Pak 40)
Противтенковски топ 75  Пак 40 (7,5 cm Panzerabwehrkanone 40) је био немачки противтенковски топ развијен у периоду од 1939. до 1941. године од стране немачке фирме Рајнметал. Произведен је у великом броју и коришћен је на скоро свим ратиштима током Другог светског рата. 

## Историја
Предвиђајући убрзани развој тенкова и повећање њихове оклопне заштите немачка армија је 1940. године уговорила са Крупом и Рајнметалом производњу јачег противтенковског топа. Радови на пројектовању новог противтенковског топа добили су на значају након што су се немачке јединице, током Операције Барбароса по први пут сусреле са совјетским тешким тенковима типа КВ-1 и КВ-2. 75 mm Пак 40 (7,5 cm Pak 40) је био Рајнметалов дизајн и представљао је побољшану верзију постојећег противтенковског топа калибра 50 mm Пак 38 (5 cm Pak 38). Пак 40 је био постављен на слично двокрако постоље, а имао је и двоструки оклопни штит за посаду. У наоружање је уведен током 1941. године и постао је стандардни противоклопни топ у немачкој армији све до краја Другог светског рата. 
Неке заробљене примерке користила је совјетска Црвена армија. После Другог светског рата Пак 40 нашао се у наоружању оружаних снага Албаније, Бугарске, Чехословачке, Финске, Мађарске и Румуније.
Произведено је укупно 23.500 примерака овог оруђа, а око 6.000 је уграђено у ловце на тенкове.

## Борбена употреба
Уколико је посада била добро обучена и довољно сталожена да сачека да се непријатељ довољно приближи могла је да избаци из строја сваки савезнички тенк па чак и најтеже руске тенкове. По завршетку рата велики број ових топова је заробљен и уведен у наоружање неколико европских земаља. Једини његов недостатак била је велика тежина због чега је знатан број ових топова изгубљен приликом повлачења на Источном фронту. Најчешће би се ови топови тако заглибили у блато да чак и њихова осмочлана посада није била у стању да их помери без помоћи одговарајућег вучног возила.